# Andrena ampla
Andrena ampla är en biart som beskrevs av Warncke 1967. Andrena ampla ingår i släktet sandbin, och familjen grävbin. Inga underarter finns listade i Catalogue of Life.